# 2006 NBA Draft
NBA Draft 2006 – draft w 2006 roku odbył się 28 czerwca w Madison Square Garden w Nowym Jorku. Z numerem 1. wybrany został Włoch Andrea Bargnani, zostając tym samym pierwszym Europejczykiem wybranym z pierwszego miejsca.

## Draft
| Numer | Zawodnik                      | Narodowość                 | Drużyna NBA                                                         | College/Były klub                                       |
| ----- | ----------------------------- | -------------------------- | ------------------------------------------------------------------- | ------------------------------------------------------- |
| 1     | Andrea Bargnani (C)           | Włochy                     | Toronto Raptors                                                     | Benetton Treviso                                        |
| 2     | LaMarcus Aldridge (PF)        | Stany Zjednoczone          | Chicago Bulls (do Portland Trail Blazers z New York Knicks)         | Texas                                                   |
| 3     | Adam Morrison (SF)            | Stany Zjednoczone          | Charlotte Bobcats                                                   | Gonzaga                                                 |
| 4     | Tyrus Thomas (PF)             | Stany Zjednoczone          | Portland Trail Blazers (z Chicago Bulls)                            | LSU                                                     |
| 5     | Shelden Williams (PF)         | Stany Zjednoczone          | Atlanta Hawks                                                       | Duke                                                    |
| 6     | Brandon Roy (SG)              | Stany Zjednoczone          | Portland Trail Blazers( z Minnesota Timberwolves)                   | Washington                                              |
| 7     | Randy Foye (SG)               | Stany Zjednoczone          | Boston Celtics (do Minnesota Timberwolves z Portland Trail Blazers) | Villanova                                               |
| 8     | Rudy Gay (SF)                 | Stany Zjednoczone          | Memphis Grizzlies (z Houston Rockets)                               | Connecticut                                             |
| 9     | Patrick O’Bryant (C)          | Stany Zjednoczone          | Golden State Warriors                                               | Bradley                                                 |
| 10    | Mouhamed Sene (C)             | Senegal                    | Seattle SuperSonics                                                 | RBC Verviers-Pepinster (Belgia)                         |
| 11    | J.J. Redick (SG)              | Stany Zjednoczone          | Orlando Magic                                                       | Duke                                                    |
| 12    | Hilton Armstrong (C)          | Stany Zjednoczone          | New Orleans/Oklahoma City Hornets                                   | Connecticut                                             |
| 13    | Thabo Sefolosha (SF)          | Szwajcaria                 | Philadelphia 76ers (do Chicago Bulls)                               | Angelico Biella (Włochy)                                |
| 14    | Ronnie Brewer (SG)            | Stany Zjednoczone          | Utah Jazz                                                           | Arkansas                                                |
| 15    | Cedric Simmons (PF)           | Stany Zjednoczone          | New Orleans/Oklahoma City Hornets (z Milwaukee Bucks)               | North Carolina State                                    |
| 16    | Rodney Carney (SF)            | Stany Zjednoczone          | Chicago Bulls (do Philadelphia 76ers)                               | Memphis                                                 |
| 17    | Shawne Williams (SF)          | Stany Zjednoczone          | Indiana Pacers                                                      | Memphis                                                 |
| 18    | Ołeksij Peczerow (PF)         | Ukraina                    | Washington Wizards                                                  | Paris Basket Racing (Francja)                           |
| 19    | Quincy Douby (SG)             | Stany Zjednoczone          | Sacramento Kings                                                    | Rutgers                                                 |
| 20    | Renaldo Balkman (SF)          | Stany Zjednoczone          | New York Knicks (z Denver Nuggets)                                  | South Carolina                                          |
| 21    | Rajon Rondo (PG)              | Stany Zjednoczone          | Phoenix Suns (do Boston Celtics z Los Angeles Lakers)               | Kentucky                                                |
| 22    | Marcus Williams (PG)          | Stany Zjednoczone          | New Jersey Nets (z Los Angeles Clippers)                            | Connecticut                                             |
| 23    | Josh Boone (C)                | Stany Zjednoczone          | New Jersey Nets                                                     | Connecticut                                             |
| 24    | Kyle Lowry (PG)               | Stany Zjednoczone          | Memphis Grizzlies                                                   | Villanova                                               |
| 25    | Shannon Brown (SG)            | Stany Zjednoczone          | Cleveland Cavaliers                                                 | Michigan State                                          |
| 26    | Jordan Farmar (PG)            | Stany Zjednoczone          | Los Angeles Lakers (z Miami Heat)                                   | UCLA                                                    |
| 27    | Sergio Rodríguez (PG)         | Hiszpania                  | Phoenix Suns (do Portland Trail Blazers)                            | Adecco Estudiantes (Hiszpania)                          |
| 28    | Maurice Ager (SG)             | Stany Zjednoczone          | Dallas Mavericks                                                    | Michigan State                                          |
| 29    | Mardy Collins (PG)            | Stany Zjednoczone          | New York Knicks (z San Antonio Spurs)                               | Temple                                                  |
| 30    | Joel Freeland (PF)            | Anglia                     | Portland Trail Blazers (do Detroit Pistons)                         | CB Gran Canaria (Hiszpania)                             |
| 31    | James White (SG)              | Stany Zjednoczone          | Portland Trail Blazers (do Indiana Pacers)                          | Cincinnati                                              |
| 32    | Steve Novak (SF)              | Stany Zjednoczone          | Houston Rockets (z New York Knicks)                                 | Marquette                                               |
| 33    | Solomon Jones (C)             | Stany Zjednoczone          | Atlanta Hawks                                                       | Południowa Floryda                                      |
| 34    | Paul Davis (C)                | Stany Zjednoczone          | Los Angeles Clippers (z Charlotte Bobcats)                          | Michigan State                                          |
| 35    | P.J. Tucker (SF)              | Stany Zjednoczone          | Toronto Raptors                                                     | Texas                                                   |
| 36    | Craig Smith (PF)              | Stany Zjednoczone          | Minnesota Timberwolves (z Boston Celtics)                           | Boston College                                          |
| 37    | Bobby Jones (SF)              | Stany Zjednoczone          | Minnesota Timberwolves (do Philadelphia 76ers)                      | Washington                                              |
| 38    | Kosta Perović (C)             | Serbia                     | Golden State Warriors                                               | Partizan Belgrade (Serbia i Liga Adriatycka)            |
| 39    | David Noel (SF)               | Stany Zjednoczone          | Milwaukee Bucks (z Houston Rockets)                                 | North Carolina                                          |
| 40    | Denham Brown (SG)             | Kanada                     | Seattle SuperSonics                                                 | Connecticut                                             |
| 41    | James Augustine (PF)          | Kanada                     | Orlando Magic                                                       | Illinois                                                |
| 42    | Daniel Gibson (PG)            | Stany Zjednoczone          | Cleveland Cavaliers (z Philadelphia 76ers)                          | Texas                                                   |
| 43    | Marcus Vinicius de Souza (SF) | Brazylia                   | New Orleans/Oklahoma City Hornets                                   | Objetivo São Carlos (Brazylia)                          |
| 44    | Li’or Elijjahu (SF)           | Izrael                     | Orlando Magic (do Houston Rockets via Milwaukee Bucks)              | Hapoel Gelil Eljon (Izrael)                             |
| 45    | Alexander Johnson (PF)        | Stany Zjednoczone          | Indiana Pacers (do Memphis Grizzlies via Portland Trail Blazers)    | Florida State                                           |
| 46    | Dee Brown (PG)                | Stany Zjednoczone          | Utah Jazz (from Chicago Bulls)                                      | Illinois                                                |
| 47    | Paul Millsap (PF)             | Stany Zjednoczone          | Utah Jazz                                                           | Louisiana Tech                                          |
| 48    | Vladimir Veremeenko (PF)      | Białoruś                   | Washington Wizards                                                  | Dynamo Saint Petersburg (Rosja)                         |
| 49    | Leon Powe (PF)                | Stany Zjednoczone          | Denver Nuggets (do Boston Celtics)                                  | California                                              |
| 50    | Ryan Hollins (C)              | Stany Zjednoczone          | Charlotte Bobcats (z Sacramento Kings)                              | UCLA                                                    |
| 51    | Cheick Samb (C)               | Senegal                    | Los Angeles Lakers (do Detroit Pistons)                             | WTC Cornellà                                            |
| 52    | Guillermo Díaz (SG)           | Portoryko                  | Los Angeles Clippers                                                | Miami (FL)                                              |
| 53    | Jotam Halperin (PG)           | Izrael                     | Seattle SuperSonics (z Memphis Grizzlies)                           | Olimpija Lublana (Słowenia i Liga Adriatycka)           |
| 54    | Hassan Adams (SG)             | Stany Zjednoczone          | New Jersey Nets                                                     | Arizona                                                 |
| 55    | Ejike Ugboaja (F)             | Nigeria                    | Cleveland Cavaliers                                                 | Union Bank Lagos (Nigeria)                              |
| 56    | Edin Bavcic (C)               | Bośnia i Hercegowina       | Toronto Raptors (z Miami Heat)(do Philadelphia 76ers)               | ASA BH Telecom (Bośnia i Hercegowina i Liga Adriatycka) |
| 57    | Lukas Mawrokiefalidis (C)     | Grecja                     | Minnesota Timberwolves (z Phoenix Suns)                             | PAOK (Grecja)                                           |
| 58    | Danilo Pinnock (SG)           | Stany Zjednoczone · Panama | Dallas Mavericks (do Los Angeles Lakers)                            | George Washington                                       |
| 59    | Damir Markota (SF)            | Bośnia i Hercegowina       | San Antonio Spurs (do Milwaukee Bucks)                              | Cibona VIP (Chorwacja i Liga Adriatycka)                |
| 60    | Will Blalock (PG)             | Stany Zjednoczone          | Detroit Pistons                                                     | Iowa State                                              |